# Милован Вишић
Милован Вишић, (Ђурђевац код Ваљева, 8. јул 1947 – Бања Лука, 10. март 2018) је био пуковник Војске Републике Српске.

## Биографија
Гимназију је завршио 1966. у Ваљеву, а Војну академију копнене војске, смјер артиљерија, 1970. у Београду. Службовао је у гарнизонима Бања Лука и Добој. Службу у ЈНА завршио је на дужности помоћника начелника за оперативно-штабне послове у 5. мјешовитом артиљеријском пуку 5. корпуса копнене војске у Бањој Луци, у чину потпуковника. У ВРС је био од дана њеног оснивања до пензионисања, 16. јуна 1997. Био је командант мјешовите противоклопне артиљеријске бригаде и начелник артиљерије у органима за родове у Главног штаба ВРС. У чин пуковника унапријеђен је 31. децембра 1995. Преминуо је у Бањој Луци 2018. године

## Одликовања и признања
Одликован у ЈНА:
- Орден за војне заслуге са сребрним мачевима